# 鳌陵乡
鳌陵乡，是中华人民共和国四川省眉山市仁寿县曾经下辖的一个乡。2019年12月，撤销鳌陵乡，将其所属行政区域划归高家镇管辖。

## 行政区划
鳌陵乡撤销前下辖以下地区：
宝峰村、毛坝村、集中村、正华村、庆丰村和千丘村。